# Công và quạ
Công và Quạ là một truyện cổ tích Việt Nam, được hướng dẫn giảng dạy trong sách giáo khoa lớp Một. Câu chuyện giải thích vì sao Công có bộ lông rực rỡ còn lông Quạ thì rất xấu xí. Tác phẩm còn có giá trị như một câu chuyện ngụ ngôn. Truyện có nhiều dị bản khác nhau.

## Dị bản 1
Ngày xưa Công với Quạ là hai con vật có bộ lông xấu xí nhưng chơi rất thân với nhau và cùng sống trong một khu rừng nọ. Một hôm Quạ bảo Công rằng:
- Bạn nhìn xem, các giống chim trên rừng, trên núi, giống nào cũng đẹp. Này như con phượng hoàng trông anh ấy kiêu hãnh biết bao, đến nỗi người ta thường khen: "Một cái lông con phượng hoàng bằng cả một làng chim chích". Còn như chim hạc thì hình dạng, chân, tóc nó thanh tao biết bao, để cho người ta phải nói: "Hạc đứng chầu vua nghìn năm tóc bạc, tuổi rùa càng xinh". Còn như anh em ta đây thì than ôi! thân hình thật không còn giống nào xấu bằng nữa!
Công nói: - Phận xấu đành vậy, chớ biết làm sao bây giờ?
Quạ nghĩ một lúc rồi bàn rằng: - Xấu mà làm ra đẹp, cũng được chớ gì! Bây giờ hai chúng ta thử tô điểm vẽ vời lẫn cho nhau xem có đẹp hay không nhé?
Công bằng lòng.
Quạ bèn tô điểm, vẽ vời cho Công trước: cái đuôi Công trở nên lóng lánh, có bao nhiêu màu sắc đẹp, đẹp hơn những giống chim khác rất nhiều.
Đến lượt Công ngồi tô điểm, vẽ vời cho Quạ thì chợt nghe tiếng ríu rít, biết bao nhiêu chim con ở phía đông bay lại. Quạ liền hỏi:
- Các bạn đi đâu mà kéo đàn, kéo lũ như thế?
Đàn chim nói: - Chúng tôi nghe đồn ở dưới phương nam có thật nhiều gạo, nhiều gà và rất nhiều đồ ăn ngon khác... Chúng tôi rủ nhau đi kiếm ăn đây. Anh làm gì đấy... Hay ta cùng đi một thể?
Quạ nghe nói, trong lòng háo hức muốn đi theo đàn chim kia ngay lập tức. Quạ mới nói với Công rằng:
- Bây giờ mà tôi ngồi đợi để cho anh tô điểm vẽ vời, thì chưa biết đến bao giờ mới xong. Thôi, hay sẵn cả đĩa mực đây, anh cứ cầm thế mà đổ lên mình tôi để tôi đi theo bọn kia, kẻo lỡ mất một dịp may kiếm ăn tốt.
Công thấy Quạ bảo thế, chiều ý làm theo, cầm cả đĩa mực dốc vào mình Quạ. Thành bao nhiêu lông cánh của Quạ toàn một màu đen như mực.
Quạ bay đi kiếm ăn không còn nghĩ gì đến xấu với đẹp nữa. Nhưng đến lúc ăn no trở về, quạ thấy con cò trắng muốt bay qua trông thấy nó mà cười, Quạ tức lắm bèn ngắm lại mình thì ôi thôi... Quạ thấy mình đen thui thủi, thiệt xấu xí, thẹn quá bèn bay đi trốn.
Từ đó, Công mang trên mình bộ lông rực rỡ, đẹp đẽ, còn Quạ thì ít ai còn nhìn thấy, trừ những nơi hoang dã vắng vẻ và tiếng kêu của Quạ cũng trở nên nặng nề, khó nghe.

## Dị bản 2
Ngày xưa, Quạ và Công chơi rất thân với nhau, gắn bó như chân với tay. Một phần vì ở cạnh nhau, phần khác, Quạ và Công giống nhau như đúc với bộ lông đen xì, lúc nào cũng như mới rúc từ bùn lên, vì đúng là chúng đang sống ở khu đầm lầy thật. Nhìn vào Quạ: bé nhỏ, đối lập với cái mỏ lúc nào cũng ngoác ra, Công thì càng tệ hơn: cái đầu bé tí chẳng cân xứng với người, một cái cổ dài khẳng khiu thật khó coi. Nhưng cả hai đều tự thấy chẳng có gì phải xấu hổ cả, cứ sống tốt và gắn bó với nhau là đủ, hàng ngày cả hai đi kiếm thức ăn và chia sẻ cho nhau.
Vào một năm mất mùa, thức ăn chẳng có, Quạ và Công phải đi tìm một vùng đất mới. Cả hai động viên nhau bay ngày này qua tháng khác để sang vùng đồng xanh, nổi tiếng với không gian trong lành, thức ăn thì vô tận. Rồi cũng đến nơi, Quạ và Công vui mừng lắm, ào ngay xuống những ruộng ngô. Bất chợt, một đàn chim lạ xuất hiện, hung hăng bảo vệ hoa màu. Cả hai chợt nhớ ra, chủ vùng đất này là những con chim nổi tiếng khó tính, chúng căm ghét những thứ dơ bẩn, xấu xí lọt vào vùng đất của mình, bởi bản thân chúng là những con chim trắng muốt, đẹp vô cùng. Nhìn lại mình, không còn cách nào khác, cả hai lủi thủi lánh tạm ra xa.
Nghĩ ngợi, nhìn sang cánh đồng hoa đầy màu sắc, Quạ mừng rỡ vì đã có một cách để lọt vào Đồng Xanh. Những cánh hoa được ngắt nhỏ, vò nát, vắt ra những thứ nước màu rất đẹp: xanh, đỏ, làm, vàng, tím thật bắt mắt. Quạ như thế nhưng rất khéo tay, bắt Công đứng yên, tỉ mỉ vẽ những hoa văn lên cánh, lên thân và cả cái đầu bé tí. Một lúc sau, đến Công cũng không thể nhận ra mình được nữa, một bộ lông đẹp vô cùng với những hoa văn sắc màu rực rỡ. Bỗng những tiếng kêu vàng lên, từ xa, đàn chim chủ đất đã phát hiện ra, đang bay đến rất hung hăng. Công cuống cuồng thế nào, đổ ngay thứ nước màu đen lên mình Quạ. Đàn chim đã đến rất gần, sợ quá, cả hai vội cất cánh định bay đi. Nhưng chim đầu đàn bỗng cất tiếng gọi. Lạ thật. Hóa ra, với bộ lông mới, Công đã lấy được cảm tình của đàn chim, ngay sau đó được mời vào sống trong vùng đất này.
Còn Quạ, cứ mải miết bay với nỗi sợ, đến khi quay lại chẳng thấy bạn đâu, đành tiếp tục bay đi tìm một vùng đất khác. Thương bạn lắm, nhưng chẳng còn cách nào, Công ngậm ngùi ở lại vùng Đồng Xanh, ngày ngày nhớ về người bạn Quạ, mong rằng một ngày Quạ cũng có một bộ lông đẹp như mình, sẽ có một cuộc sống tốt đẹp hơn.